# Гай Созий
Гай Созий (на латински: Gaius Sosius; † сл. 17 пр.н.е.) e военачалник и политик в края на Римската република.

## Биография
Той е вероятно син на Гай Созий (претор 49 пр.н.е.). Созий е привърженик на Марк Антоний и е от неговите най-важни военачалници по времето на втория триумвират. Около 39 пр.н.е. той е квестор може би в Македония и малко след това е наричан консул.
Созий e проконсул, управител в Сирия през 38 пр.н.е. и има военни успехи в Юдея. Той превзема Иерусалим и поставя отново Ирод (Herodes). От неговите войници Созий е провъзгласен за император. На 3 септември 34 г. пр.н.е. той чества своя триумф в Рим.
Созий възстановява до 20 г. пр.н.е. храма на Аполон в южния край на Марсово поле (до театъра на Марцел) и го украсява със статуи от военната му плячка. Този храм е наречен оттогава на него Аполонов храм на Созий (templum Apollinis Sosiani).
През 32 пр.н.е. той става пръв (homo novus) от фамилята си консул заедно с Гней Домиций Ахенобарб. Още в началото на годината Созий и колегата му с още 300 сенатори напускат Рим и отиват в Ефес при Марк Антоний. Във войната между Антоний и Октавиан той командва част от флота. При битката при Акциум той е пленен и е помилван по-късно по молба на Луций Арунций.
Созий е в колегията на Квиндецимвирите още преди 32 г. пр.н.е.. През 17 г. пр.н.е. той участва при секуларските празненства.
Неговият правнук Луций Ноний Квинтилиан споменава в своя надгробен надпис триумфа на Созий.